# Gemma Forsyth

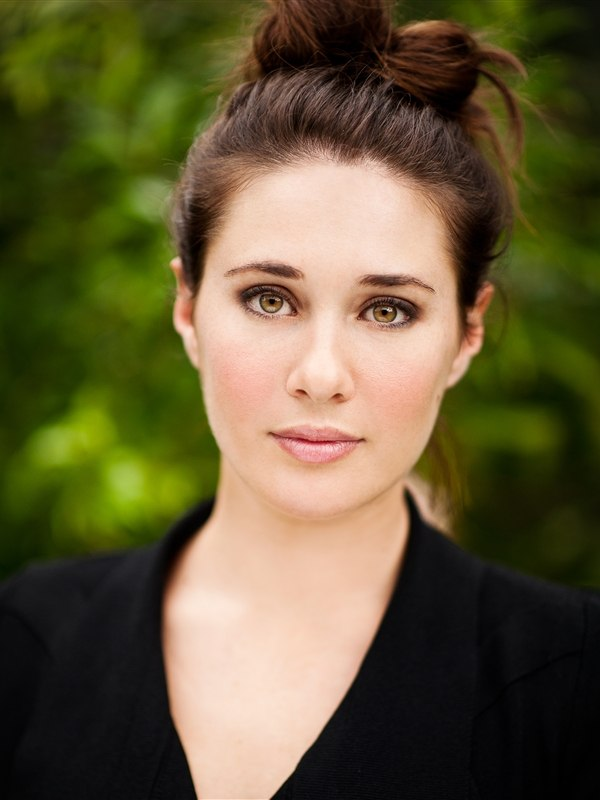
Gemma Forsyth

Gemma Forsyth (geb. 6. Februar 1989) ist eine australische Schauspielerin und Tänzerin.

## Leben
Forsyth begann ihre Karriere mit Gastrollen in beliebten australischen Fernsehserien wie Der Sleepover Club, Meine peinlichen Eltern und Sea Patrol. 2010 übernahm sie eine kleine Nebenrolle in H₂O – Plötzlich Meerjungfrau. In dessen Spin-off Mako – Einfach Meerjungfrau verkörpert sie von Juli 2013 bis Mai 2016 die Rolle der Evie McLaren. Ab der zweiten Staffel gehört sie zur Hauptbesetzung der Serie.

## Filmografie (Auswahl)
- 2003: Der Sleepover Club (The Sleepover Club, Fernsehserie, Episode 1x20)
- 2006: Meine peinlichen Eltern (Mortified, Fernsehserie, Episode 1x11)
- 2010: H₂O – Plötzlich Meerjungfrau (H₂O: Just Add Water, Fernsehserie, Episode 3x20)
- 2011: Sea Patrol (Fernsehserie, Episode 5x01)
- 2011: SLiDE (Fernsehserie, Episode 1x01)
- 2012: Fatal Honeymoon (Fernsehfilm)
- 2013–2016: Mako – Einfach Meerjungfrau (Mako: Island of Secrets, Fernsehserie, 62 Episoden)
- 2017: Dirty, Clean, & Inbetween (Fernsehfilm)
- 2021: Akoni
- 2021: Top Control (Fernsehserie, 1 Episode)